# Mihael Mikić
Mihael Mikić (* 6. Januar 1980 in Zagreb) ist ein ehemaliger kroatischer Fußballspieler.

## Karriere

### Verein
Er spielte von 1997 bis 2004 für Dinamo Zagreb. Danach wechselte Mikić in die deutsche Bundesliga zum 1. FC Kaiserslautern, bei dem er im Sommer 2006 von Trainer Wolfgang Wolf aussortiert wurde. Für den FCK bestritt er in zwei Spielzeiten insgesamt 26 Bundesliga-Spiele. Ab Juli 2006 spielte er HNK Rijeka und kehrte im Januar 2007 zu Dinamo Zagreb zurück. Am 1. Januar 2009 zog es ihn nach Asien. Hier unterschrieb er in Japan einen Vertrag bei Sanfrecce Hiroshima. Der Verein aus Hiroshima spielte in der ersten japanischen Liga, der J1 League. 2012, 2013 und 2015 wurde er mit Hiroshima japanischer Meister. Den japanischen Supercup gewann er mit dem Verein 2013, 2014 und 2016. Für Hiroshima stand er 223-mal in der ersten Liga auf dem Spielfeld. Im Januar 2018 wechselte er zum Ligakonkurrenten Shonan Bellmare. Mit dem Verein aus Hiratsuka stand er im Finale des J. League Cup. Hier gewann man gegen die Yokohama F. Marinos mit 1:0. Nach sechs Ligaspielen für Bellmare beendete er am Ende der Saison seine Karriere als Fußballspieler.

### Nationalmannschaft
Von 1999 bis 2001 bestritt er für die kroatische U-21-Nationalmannschaft 19 Länderspiele und erzielte dabei sechs Tore.

## Erfolge
Sanfrecce Hiroshima
- J1 League: 2012, 2013, 2015
- Supercup: 2013, 2014, 2016

Shonan Bellmare
- J. League Cup: 2018